# ساليس دي ييركا
بلدية ساليس دي ييركا (بالإسبانية: Sales de Llierca) هي بلدية تقع في مقاطعة جرندة التابعة لمنطقة كتالونيا شمال شرق إسبانيا.

## الديموغرافيا
بلغ عدد سكان بلدية ساليس دي ييركا 144 نسمة عام 2011 (وفقاً للمعهد الوطني الإسباني للإحصاء).
| 66 | 81 | 99 | 117 | 133 | 141 | 144 |